# Rivières-le-Bois
 Rivières-le-Bois  es una población y comuna francesa, en la región de Champaña-Ardenas, departamento de Alto Marne, en el distrito de Langres y cantón de Longeau-Percey.

## Demografía
| 132 | 116 | 110 | 92 | 82 | 74 |
| Para los censos de 1962 a 1999 la población legal corresponde a la población sin duplicidades (Fuente: INSEE [Consultar]) |     |     |    |    |    |